# Kristadelfiáni

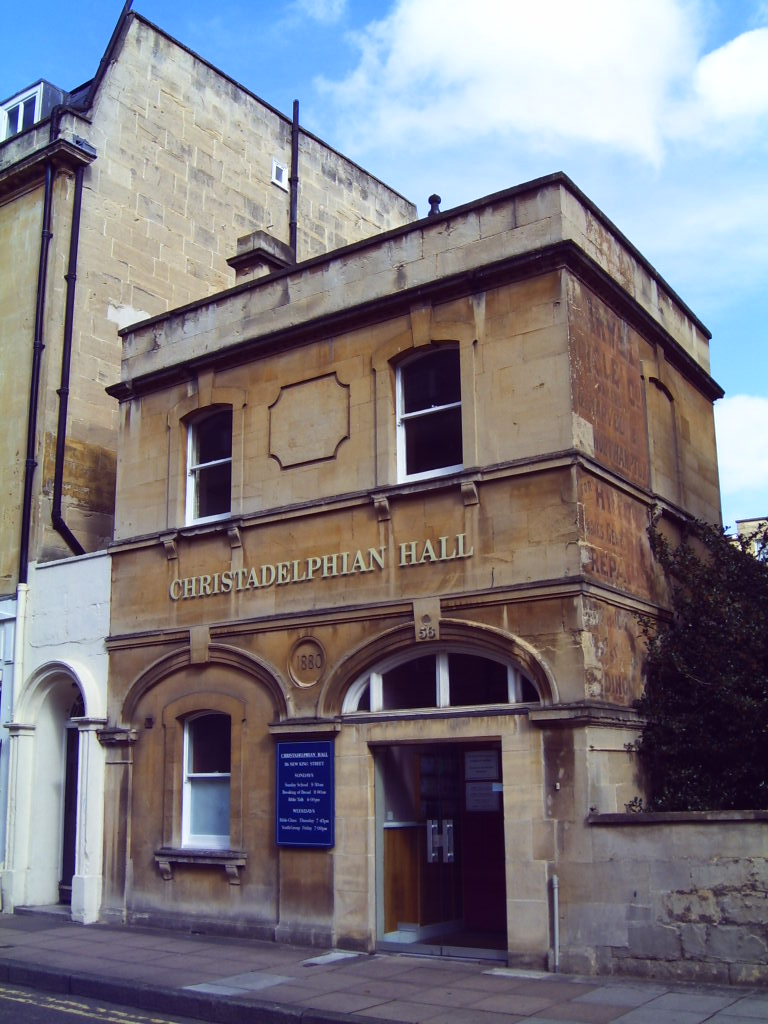
Kristadelfiánská kaple, Bath, v jihozápadní Anglii

Kristadelfiáni či Bratři v Kristu je náboženské hnutí vycházející z křesťanského prostředí, založené v polovině 19. století v Severní Americe a Británii. 
Celosvětově působí ve více než 120 zemích světa, včetně České republiky. Větší komunity věřících Kristadelfiánů jsou zejména ve Velké Británii, Austrálii, Malawi, USA, Mosambiku, Kanadě, Novém Zélandu, Keni, Indii, Tanzanii a na Filipínách. Jejich počet je odhadován na 50 až 60 tisíc.

## Vznik
Kristadelfiány založil v roce 1848 anglický lékař John Thomas (1805–1871) v Richmondu ve státě Virginie. Během návštěvy v Anglii v roce 1849 vydal své stěžejní dílo Naděje Izraele (v orig. Elpis Israel). Nezastával žádnou formální pozici v nějaké církvi – její vývoj zformoval pouze prostřednictvím svého psaní.
Dalším výrazným představitelem byl skotský novinář Robert Roberts. Jeho kniha Křesťanstvo na scestí patří stejně jako Thomasova kniha k hlavním textům církve.
Vedle těchto dvou publikovali další bratři mnoho jiných knih, brožur a časopisů. Thomas i Roberts jsou považováni za zdatné exegety Bible – nikoli za inspirované proroky.
Od stěžejních děl Johna Thomase a Roberta Robertse z poloviny 19. století, kde byly nastíněny, se nauky prakticky vůbec nezměnily.
Z historického pohledu Kristadelfiáni nalezli jádro svého učení už v 16. století, stejně jako sociniáni, v Polsku. a konzervativní unitáři v Anglii, ti, kteří věří v narození Ježíše z panny.

## Věrouka
Kristadelfiáni považují Bibli za jediný pravý zdroj Slova Božího. Porozumění Písmu 'se striktně přidržují'. Většinu zázraků, včetně zprávy o stvoření, nebo existenci duchovních osob a jejich zasahování, chápou coby pouhé symbolické vyjádření. Na jiných místech v Bibli trvají na striktní doslovnosti výrazových prostředků.
- Bůh – Odmítají pojetí Trojice tak, jak ji chápe většina křesťanstva. Věří, že učení o Trojici a jejich vztahu totiž zformulovali Církevní otcové a ne Bible.[7] Ježíš před svým narozením neexistoval – s výjimkou místa v Božím plánu.[8]

- Ježíš – Podle kristadelfiánů je Ježíš Syn člověka, syn Boží, a doslovný syn Marie. Odmítají představu, že Ježíš existoval v nebi před svým narozením.[9] Stejně tak Ježíš doslovně zemřel na kříži, a Bůh ho doslovně vzkřísil. Svým přístupem, že Ježíš je Synem Božím a Synem člověka a nebyl před svou fyzickou existencí přítomen duchovně v nebesích, jsou velmi blízcí unitářům.

- Kristadelfiáni nevěří v nesmrtelnost duše, ani v peklo, kterým je prostě hrob. Nevěří v nebe jako místo věčné odměny.

- Ďábel je metaforou pro pokušení nebo hřích. Taktéž démoni. Zatímco v anděly a Boha věří. Věří, že duchovní bytosti nemohou jednat špatně a nemají svobodnou vůli.[10][11]

- Nadějí pro lidstvo je obnovení království pro Izrael s Jeruzalémem jako hlavním městem.[12] [13] Zdůrazňují význam Židů podle národnosti a doslovného státu Izrael, ve kterých Kristadelfiáni do jisté míry spatřují vyvolený národ, a skrze kteréžto území přímo očekávají příchod Božího Království.[14][15][16][17]

## Společenství
Společenství má kongregacionalistický způsob zřízení. Každá kongregace je zcela nezávislá a odpovědná sama za sebe.
Přestože jsou všechny 'články víry' akceptovány všemi členy, existuje množství variant konkrétních přístupů k nim v jednotlivých společenstvích po celém světě. Není vytvořeno žádné pevné organizační centrum a každé lokální společenství si spravuje své záležitosti samo.

## Kréda víry
Celosvětově naprostá většinou kongregací Kristadelfiánů vyznává 'Pozměněné Birminghamské vyznání víry' (Birmingham Amended Statement of Faith, BASF) upravené roku 1898.
Některá společenství Kristadelfiánů v USA a Kanadě zachovávají 'Nepozměněné Birminghamské vyznání víry' (Unamended Birmingham Statement of Faith, BUSF) sepsané roku 1877.
Společenství Kristadelfiánů zachovávají další psané seznamy kréd, např.
- Obrana kristadelfiánského vyznání,christadelphia.org, (en)
- Odmítané nauky Archivováno 8. 4. 2003 na Wayback Machine.,christadelphia.org, (en)
- Přikázání Krista Archivováno 4. 1. 2012 na Wayback Machine.,christadelphia.org, (en)

## Společnost v Česku
Podle předběžných výsledků Sčítání lidu 2011 neuvedl 'Kristadelfiáni' nebo 'Bratři v Kristu' nikdo z obyvatel ČR.
Společnost udává, že v České republice působí 1 sbor v Praze a 10 věřících členů, kteří jsou rozptýleni po celé republice.
Pravidelná kázání a pastorační návštěvy jsou konány spolukřesťany z Velké Británie a Německa. Veřejné proslovy a biblický víkendový výroční kurz se konají ve sboru Praze.
Po sérii neúspěšných pokusů kázat v sousední zemi a po nízkých výsledcích Kristadelfiáni od kázání na Slovensku upustili.
Ze zemí přímo sousedících s bývalým Československem jsou Kristadelfiáni přítomni ještě v Maďarsku a Polsku.
Hlavní komunity Kristadelfiánů jsou převážně v anglicky mluvících zemích a celosvětově se jich odhaduje na 60 tisíc.